# 竞争策略
競爭策略（英語：Porter's generic strategies）是描述公司如何在其选定的市场范围内追求竞争优势。有三种通用策略，低成本、差异化或专注。一家公司通常选择追求两种竞争优势中的一种，要么通过比竞争对手更低的成本，要么通过在客户重视的维度上实现差异化以获取更高的价格。公司还可以选择两种范围中的一种，要么集中（向选定的市场部分提供其产品），要么在整个行业范围内，在许多细分市场中提供其产品。競爭战略反映对竞争优势类型和范围的选择。这个概念是由迈克尔·波特在1980年提出。

## 概念

迈克尔·波特的三种通用策略

波特在1980年写道，企业有三种竞争策略：成本领先策略、产品差异化策略或集中策略。被称为波特的三个通用策略，可以应用于任何规模或形式的业务。 波特声称，公司只能选择三者中的一个，否则企业可能会浪费宝贵的资源。波特的通用竞争策略详细说明了公司的成本领先策略、差异化策略和集中策略之间的相互作用。
迈克尔·波特认为一个公司可以瞄准一个行业中的多个细分市场。其瞄准的范围是指业务的竞争范围。波特定义了两种竞争优势：相对于竞争对手的低成本优势或差异化优势。在波特五力模型中获得比对手更强的竞争优势。波特写道：“获得竞争优势需要公司选择……竞争优势的类型以及范围。”他还写道：“竞争优势的两种基本类型（差异化和低成本）与公司的目标相结合，总结出在行业中高于平均水平的三种通用策略：成本领先策略、差异化策略和集中策略。集中策略有两种变体，成本集中和差异化集中。”一般来说：
- 如果一家公司在大部分或所有细分市场中以最低价格吸引客户，那么它就是在遵循成本领先策略；
- 如果它在大部分或所有细分市场用价格以外的属性（例如更高的产品质量或服务）吸引客户以售出更高的价格，那么它正在使用差异化策略。它正试图在这些维度上将自己与竞争对手区别开。它力求在没有差异化的领域将成本降至最低，以保持成本竞争力；或者
- 如果它专注于一个或几个细分市场，它就是遵循专注策略。一家公司可能试图在该范围内提供更低的成本（成本集中）或在该范围内使自己与众不同（差异化集中）。[2]

曾经选择策略的理念与如今不同，因为1970年代的范式受到经验曲线的影响是去追求市场份额（大小和规模）。虽然公司追求高市场份额以实现成本优势符合波特的成本领先策略，但关于差异化和集中化的理念为选择策略提供了一个新的视角。

## 起源
市场营销对利润的影响实证研究表明，市场份额高的公司通常利润丰厚，但许多市场份额低的公司同样如此。利润最低的公司是那些市场份额适中的公司。这有时被称为中间问题的漏洞。波特对此的解释是，市场份额高的公司之所以成功，是因为他们追求成本领先策略，而市场份额低的公司之所以成功，是因为他们利用市场细分来专注于一个小而有利可图的利基市场。中间公司的利润较低，因为他们没有策略。
波特建议仅在一种情况下结合多种策略是成功的。即将市场细分策略与产品差异化策略相结合，这是将公司的产品策略（供应方）与目标细分市场（需求方）的特点相匹配的有效方式。但是，由于成本领先与产品差异化带来的额外成本可能互相冲突，因此成本领先与产品差异化等组合被认为很难（但并非不可能）实施。
从那时起，实证研究表明，同时追求差异化和低成本策略的公司可能比只追求一种策略的公司更成功。
一些评论家对成本领先（即低成本策略）和最佳成本策略进行了区分。他们声称低成本策略很少能够提供可持续的竞争优势。在大多数情况下，公司最终会陷入价格战。相反，他们声称最佳成本策略是首选。这包括以相对较低的价格提供最佳价值。

## 成本领先战略
该策略涉及公司通过吸引关注成本或价格敏感的客户来赢取市场份额。通过在目标细分市场中提供最低价格，或者是最高的性价比来实现这一策略。为了在提供最低价格的同时成功实现盈利和高投资回报，公司必须能够以低于竞争对手的成本运营。主要有三种方法可以实现这一目标。
第一种方法是做到高资产利用率。在服务行业中，这可能意味着例如快速周转的餐厅，或快速周转航班的航空公司。在制造业中，它涉及高产量。这些方法将固定成本分散在众多产品或服务上，从而降低单位成本，即公司希望利用规模经济和经验学习曲线。对于工业公司来说，大规模生产本身既是战略，也是目的。更高的产量需要并将产生更大的市场份额，并为潜在竞争对手设置进入壁垒，这些竞争对手可能无法达到与公司低成本和价格相匹配的规模。
第二个维度是做到较低的直接和间接运营成本。这包括提供大量标准化产品、提供简洁的基础产品以及限制定制和个性化服务。通过使用更少的组件、使用标准组件以及限制生产的模型数量以扩大生产运行规模，并将生产成本保持在较低水平。通过支付低工资、在低租金地区选址、建立具有成本意识的企业文化等，可以将管理费用保持在较低水平。维持这一战略需要企业不断寻求在业务的各个方面降低成本。包括使用外包、控制生产成本、提高资产产能利用率，以及最大限度地降低分销、研发和广告等其他成本。相关分销策略的目的是获得最广泛的销售范围。促销策略通常包括尝试利用低成本产品特点创造声誉。
第三个维度对包含所有价值链功能组（财务、供应/采购、营销、库存、信息技术等）的控制，以确保低成本。 对于供应/采购链，这可以通过批量采购来享受数量折扣，在价格上压榨供应商，对合同进行竞争性招标，与供应商合作以保持低库存，采取即时采购或供应商管理存货等方法。沃尔玛以压榨供应商来确保商品低价而闻名。其他采购优势可能来自优先获得原材料或向后整合。请记住，如果您控制所有职能部门，则适用于成本领先策略；如果您只控制一个功能组，将适用差异化策略。例如，戴尔计算机最初通过保持低库存和仅通过在供应/采购链中应用差异化策略制造按订单定制生产计算机来获得市场份额。这将在其他章节中阐明。
成本领先战略只适用于有机会享受规模经济、大产量和大市场份额的大公司。小型企业如果享有任何有利于降低成本的优势，则它们可以采用“成本集中”而不是“成本领先”策略。例如，租金低廉的当地餐馆，如果提供有限的菜单、快速的餐桌周转率并以最低工资雇用员工，则可以吸引对价格敏感的顾客。创新的产品或流程也可能使初创公司或小公司能够在现有企业的成本和价格变得过高的情况下提供更便宜的产品或服务。一个例子是低成本廉价航空公司的成功，尽管它们的飞机数量比主要航空公司少，但能够通过以比大型现有航空公司便宜得多的价格提供廉价、简洁的服务来实现市场份额的增长。一开始低成本的廉价航空公司选择了“成本集中”策略，但后来随着市场的增长，大航空公司开始提供同样的低成本属性，因此从成本集中变为成本领先！
成本领先战略可能具有客户忠诚度低的缺点，因为一旦有低价替代品，对价格敏感的客户就会转变。成本领先者也可能导致质量低下的声誉，如果公司选择在未来转向差异化战略，这可能会使公司难以重塑自己的品牌形象。

## 差异化策略
即以某种方式区分产品或服务以赢得竞争。 成功运用差异化策略的例子包括 Hero、Asian Paints、HUL、Nike 运动鞋（形象和品牌标志）、BMW Group Automobiles、 PAI Partners BioProducts、Apple Computer（产品设计）、Mercedes-Benz 等品牌。
如果目标客户群对价格不敏感，市场竞争激烈或饱和，客户有非常具体的需求且未得到满足，并且公司拥有能够满足这些需求的独特资源和能力，则差异化战略是合适且难以被对手复制的方式。这可能包括专利或其他知识产权 (IP)、独特的技术专长（例如Apple 的设计技能或 Pixar 的动画实力）、人才（例如运动队的明星球员或经纪公司的明星经纪人）或创新流程。当公司实现产品或服务的溢价、单位收入增加或消费者忠诚地购买公司产品或服务（品牌忠诚度）时，就显示出成功的差异化。当产品的附加价格超过购买产品或服务的附加费用时，差异化会推动盈利能力，但当其独特性很容易被竞争对手复制时，差异化就会无效。即使产品与竞争对手相同，成功的品牌管理仍能体现产品的的独特性。通过这种方式，提到香蕉就就会想到 Chiquita ，提到咖啡就会想到星巴克，提到运动鞋就会想到耐克。时尚品牌严重依赖这种形式的形象差异化。
差异化战略不适合小公司。大公司更适合在任何一个或几个职能组（财务、采购、营销、库存等）中应用差异化。 ）。这一点很关键。例如，通用电气利用其财务部门使自己脱颖而出。公司可以单独使用其他策略或与集中策略结合（需要更多的初始投资）。 将差异化战略（对于大公司）与成本集中战略或差异化集中战略结合使用具有很大的优势。可口可乐和皇家皇冠饮料就是很好的例子。

### 差异化战略的变体
股东价值模型认为，只要知识保持独特性，使用专业知识可以创造差异化优势。该模型建议客户从组织购买产品或服务以获取其独特的知识。因为购买是一次性事件，其优点是静态的，而不是动态的。
无限资源模型通过实施差异化战略来利用竞争对手。资源多的组织比资源少的组织更容易管理风险和维持利润。这仅仅提供短期优势。如果一家公司缺乏持续创新的能力，它就无法长期保持其竞争地位。

## 集中策略
集中策略（英語：Focus strategies）也被称为集中化策略、焦点集中策略、聚焦策略或专一化策略。
一方面，由于市场小，大公司不适用此单一战略。选择差异化战略的大公司也可能选择与集中战略（成本或差异化）结合应用。另一方面，这对于小公司来说绝对是一个合适的策略，尤其是对于那些想要避免与大公司竞争的公司。
在采用狭窄的集中策略时，公司理想地专注于几个目标市场（也称为细分战略或利基战略）。即具有特殊需求的不同群体。公司应根据所选细分市场的需求以及公司的资源和能力，提供低价或差异化产品和服务。通过将营销工作集中在一个或两个明确的细分市场上，并针对这些专业市场调整营销组合，以此更好地满足该目标市场的需求。公司通常希望在产品创新和/或品牌营销方面，而不是在效率方面来获得竞争优势。集中策略应针对不易受替代品影响或竞争最弱的细分市场，以获得高于平均水平的投资回报。
使用集中战略的公司的例子有西南航空公司，它提供短途点对点航班，与主流航空公司、美国联合航空公司和美国航空公司的中心辐射模式形成鲜明对比。

## 近期发展
Michael Treacy 和 Fred Wiersema (1993) 在《The Discipline of Market Leaders》一书中修改了波特的三种策略，描述了可以创造客户价值并提供竞争优势的三种基本“价值纪律”。它们是卓越运营、产品领先地位和客户亲密度。

## 对通用策略的批评
一些评论员质疑通用策略的使用，声称它们缺乏特异性、灵活性和局限性。
波特强调了这样的想法，即公司应该只采用一种战略，否则将导致“卡在中间”的情况。他认为实施不止一种战略将失去组织的重心，从而无法确定未来发展的方向。该论点基于这样一个基本原则，即差异化会给公司带来成本，这显然与低成本战略的基础相矛盾，另一方面，一个大多数客户都可以接受的、相对标准化的产品，无法带来任何差异化。因此，成本领先战略和差异化战略将是互斥的。 低成本领先和差异化这两个策略目标相互冲突，导致公司没有正确的方向。特别地，Miller 质疑“夹在中间”的概念。他认为策略之间存在可行的中间立场。例如，许多公司以专注利基市场的身份进入市场并逐渐扩张。根据 Baden-Fuller 和 Stopford (1992) 的说法，成功的公司是那些能够解决所谓“对立困境（英語：the dilemma of opposites）”的公司。此外，Reeves 和 Routledge（2013 年）对企业家精神的研究表明，这是组织成功的关键因素，差异化和成本领先是最不重要的因素。
然而，与波特的理论相反，当代研究展示了实施这种“混合战略”的成功公司的证据。戴维斯的研究著作 (1984 cited by Prajogo 2007, p. 74) 指出采用混合业务战略（低成本和差异化战略）的公司优于采用一种通用战略的公司。 Hill (1988 cited by Akan et al. 2006, p. 49) 质疑了波特关于低成本和差异化战略互斥的概念，并进一步认为这两种战略的成功结合将带来可持续的竞争优势。此外 Wright(1990 cited by Akan et al. 2006, p. 50) 认为需要多种商业策略来有效地应对任何环境条件。在 20 世纪 80 年代中后期市场环境相对稳定，商业战略不需要灵活性，但在瞬息万变、高度不可预测的当前市场环境中生存需要灵活性以应对任何突发事件(Anderson 1997, Goldman et al. 1995, Pine 1993 cited by Radas 2005, p. 197).十一年后，波特修正了他的想法并接受了混合业务战略可能存在的事实 (Porter cited by Prajogo 2007, p. 70) 并编写了如下说明。
尽管波特在关于混合商业战略无效的概念中有理论基础，但高度波动和动荡的市场条件不允许僵化的商业战略生存，因为长期生存将取决于企业对市场和环境的敏捷性和快速反应能力。市场和环境动荡将对企业的根基建立产生重大影响。如果一家公司的经营战略无法应对环境和市场的突发事件，那么长期生存就变得不现实。将战略分散到不同的方向以寻求机会并避免市场条件造成的威胁将是公司的务实方法。对成本领先战略和差异化战略进行批判性分析，确定了这两种战略在创造和维持竞争优势方面的基本价值。如果采用“混合策略”，则可以在更强大的基础上实现一致且更大的竞争优势。根据市场和竞争条件的不同，混合战略应在实践中根据优先度对每个通用战略（成本领先或差异化）程度进行调整。